# NGC 218

NGC 218

NGC 218 هي مجرة حلزونية تقع في كوكبة المرأة المسلسلة، وقد اكتشفت في 17 أكتوبر عام 1876 من قبل إدوارد ستيفان وهي تتفاعل بشكل كبير مع مجرة PGC 2726.